# Attilio Germano
Attilio Germano (Torino, 14 luglio 1903 – 18 dicembre 1982) è stato un politico italiano, membro dell'Assemblea Costituente.

## Biografia
Laureato in scienze economiche e commerciali, fu direttore del settimanale di ispirazione cattolica Pensiero e vita, che ebbe tra i suoi collaboratori Aldo Moro.
Esponente della Democrazia Cristiana, fu prima membro della Consulta nazionale e poi dell'Assemblea Costituente.
Morì all'età di 79 anni nel dicembre 1982.